# Alstroemeria mollensis
Alstroemeria mollensis är en alströmeriaväxtart som beskrevs av Muñoz-schick och Axel Brinck. Alstroemeria mollensis ingår i släktet alströmerior, och familjen alströmeriaväxter. Inga underarter finns listade i Catalogue of Life.